# Мария де Куртене
Мария де Куртене (фр. Marie de Courtenay; 1204—1228) — никейская императрица, регент Латинской империи в 1228 году.
Дочь латинского императора Пьера де Куртене и императрицы Иоланды де Эно. В 1217 или 1218 году выдана замуж за никейского императора Феодора I Ласкариса. Брак этот преследовал цель упрочить мирные отношения между двумя государствами. После смерти Иоланды де Эно Феодор Ласкарис, считая, что женитьба на латинской принцессе дает ему некоторые права на Константинополь, начал подготовку к захвату города (1220). Регент Латинской империи Конон Бетюнский немедленно отреагировал на угрозу, направив войска в Малую Азию. Дело едва не дошло до новой войны, но при деятельном участии Марии де Куртене конфликт удалось завершить миром в 1221 году.
Детей в браке с Феодором не было, и после смерти мужа Мария вернулась в Константинополь. В начале 1228 года, после смерти брата — императора Роберта де Куртене, была избрана баронами регентшей империи; исполняла эти обязанности до своей смерти в сентябре 1228 года.